# دوغلاس مكدونالد
دوغلاس مكدونالد هو مجدف كندي، ولد في 11 مايو 1935 في أونتاريو في كندا.

## وصلات خارجية
- دوغلاس مكدونالد على موقع الاتحاد الدولي للتجديف (الإنجليزية)
- دوغلاس مكدونالد على موقع اللجنة الأولمبية الدولية (الإنجليزية)
- دوغلاس مكدونالد على موقع أوليمبيديا (الإنجليزية)